# Порт-Норріс (Нью-Джерсі)
Порт-Норріс (англ. Port Norris) — переписна місцевість (CDP) в США, в окрузі Камберленд штату Нью-Джерсі. Населення — 1111 особа (2020).

## Географія
Порт-Норріс розташований за координатами 39°15′2″ пн. ш. 75°2′33″ зх. д. / 39.25056° пн. ш. 75.04250° зх. д. (39.250469, -75.042457).  За даними Бюро перепису населення США в 2010 році переписна місцевість мала площу 17,69 км², з яких 16,41 км² — суходіл та 1,28 км² — водойми.

## Демографія
Згідно з переписом 2010 року, у переписній місцевості мешкало 1377 осіб у 481 домогосподарстві у складі 355 родин. Густота населення становила 78 осіб/км².  Було 552 помешкання (31/км²).
Расовий склад населення:
| - 66,2 % — білих - 26,2 % — чорних або афроамериканців - 0,7 % — азіатів - 0,3 % — корінних американців - 1,9 % — осіб інших рас |

До двох чи більше рас належало 4,6 %. Частка іспаномовних становила 6,3 % від усіх жителів.
За віковим діапазоном населення розподілялося таким чином: 24,8 % — особи молодші 18 років, 61,0 % — особи у віці 18—64 років, 14,2 % — особи у віці 65 років та старші. Медіана віку мешканця становила 37,5 року. На 100 осіб жіночої статі у переписній місцевості припадало 96,4 чоловіків;  на 100 жінок у віці від 18 років та старших — 94,4 чоловіків також старших 18 років.
Середній дохід на одне домашнє господарство  становив 61 524 долари США (медіана — 48 520), а середній дохід на одну сім'ю — 63 125 доларів (медіана — 65 313). За межею бідності перебувало 25,2 % осіб, у тому числі 22,9 % дітей у віці до 18 років та 16,8 % осіб у віці 65 років та старших.
Цивільне працевлаштоване населення становило 468 осіб. Основні галузі зайнятості: освіта, охорона здоров'я та соціальна допомога — 37,8 %, роздрібна торгівля — 18,2 %, будівництво — 12,4 %, мистецтво, розваги та відпочинок — 7,9 %.